# Meliscaeva
Meliscaeva is een vliegengeslacht uit de familie van de zweefvliegen (Syrphidae).

## Soorten
- M. auricollis (Variabel elfje) (Meigen, 1822)
- M. cinctella (Stomp elfje) (Zetterstedt, 1843)